# Rexford (Montana)
Rexford es un pueblo ubicado en el condado de Lincoln en el estado estadounidense de Montana. En el Censo de 2010 tenía una población de 105 habitantes y una densidad poblacional de 422,3 personas por km².

## Geografía
Rexford se encuentra ubicado en las coordenadas 48°54′00″N 115°10′18″O / 48.90000, -115.17167. Según la Oficina del Censo de los Estados Unidos, Rexford tiene una superficie total de 0.25 km², de la cual 0.25 km² corresponden a tierra firme y (0%) 0 km² es agua.

## Demografía
Según el censo de 2010, había 105 personas residiendo en Rexford. La densidad de población era de 422,3 hab./km². De los 105 habitantes, Rexford estaba compuesto por el 94.29% blancos, el 0% eran afroamericanos, el 4.76% eran amerindios, el 0% eran asiáticos, el 0% eran isleños del Pacífico, el 0% eran de otras razas y el 0.95% pertenecían a dos o más razas. Del total de la población el 3.81% eran hispanos o latinos de cualquier raza.